# ゲーリー・コールマン

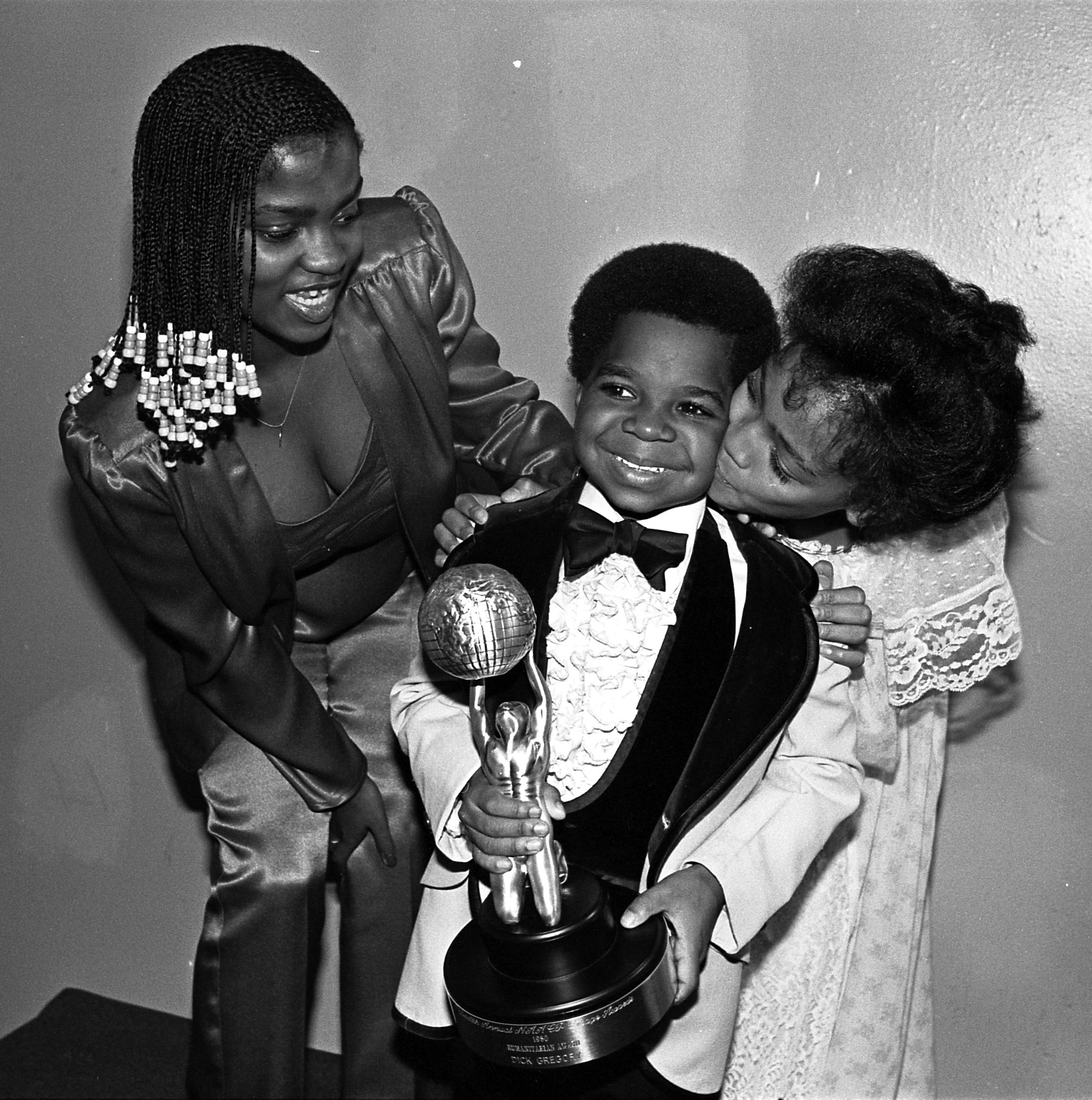
1980年のコールマン

ゲーリー・ウェイン・コールマン（Gary Wayne Coleman、1968年2月8日 - 2010年5月28日）はアメリカの俳優。1978年からテレビ放送された『アーノルド坊やは人気者』の主役アーノルド・ジャクソンを演じた。

## 生い立ち

### 幼少期
イリノイ州・ザイオン（シカゴ郊外）に生まれ、看護師・エドモニア・スーとフォークリフト運転手・W.G.コールマンの養子となる。先天性の腎臓障害があり、後に巣状糸球体硬化症を発症した。さらに腎機能障害に伴う成長不全から小人症となり、身長は4フィート8インチ（142cm）で止まった。1973年と1984年と2度に渡る腎移植を受けており、毎日人工透析を受けていた。

### アーノルド坊やは人気者
コールマンはテレビ番組『アーノルド坊やは人気者』に出演し、裕福な白人男性の養子となった黒人少年を演じた。同番組は大成功となり、1978年から1986年まで放映された。
コールマンは同番組において最も人気のあるキャラクターとなり（劇中での決めゼリフもその人気を後押しした）、1話につき10万ドルもの出演料を得るようになった。しかしながら両親、コンサルタント、弁護士、そして税金の支払いの後、彼の手元に残るのは総額の1/4程度に過ぎなかったともいわれる。

### 青年期
アーノルドを演じ高額のギャラを稼ぐ子役となったコールマンだが、金銭関係のもつれから親子関係が泥沼化し、1989年に830万ドルの信託基金を横領されたと申し立てて実の両親と元マネージャーを提訴している。1993年2月23日に勝訴し、128万ドルの賠償請求が認められた。しかし、1999年には自己破産を申告。その原因は信託財産の運用の誤りだったと申し立てている。
1998年6月30日には女性を数回殴打した容疑で起訴された。当時コールマンはショッピングモールの警備員として働いており、職務上の必要からカリフォルニア州ホーソンの制服店で防弾チョッキを買っていた時、バスの女性運転手トレイシー・フィールズから紙に1枚サインを求められた。コールマンは気前よくサインして返したがトレイシーがその紙をつき返し、もっと何か書いてくれと要求したために口論となる。コールマンが彼女に「あんたの態度は不愉快だ」と言うと、トレイシーは「だからあなたはお子さま向けの役者にしかなれなかったのよ」と嘲笑した。法廷でコールマンは「私は怖くなっていたし、彼女（フィールズ）は醜くなっていた」と証言し、フィールズから殴られると思ったために殴ったと主張した。コールマンはイングルウッドの市裁判所で起訴事実を認め、執行猶予付の禁固90日の有罪判決（保護観察1年）を受けた。彼はまたフィールズに二度と近付かないことを命じられると共に、彼女の治療費1665ドルの支払いを命じられた。後にはフィールズはコールマンに対して100万ドルの民事訴訟を起こし、この事件はお笑い番組『Chappelle's Show』でパロディにもされている。
後に、パソコンゲーム『ポスタル2』にキャラクターとして出演した。
2003年にはカリフォルニア州知事選挙に出馬するも、あえなく落選（因みにこの時の当選者がアーノルド・シュワルツェネッガー）。

### 中年期以降
2007年7月26日、ユタ州プロボにて映画の撮影現場で出会った18歳年下の白人女性との「白熱した口論」を目撃され、治安紊乱（びんらん）の軽犯罪容疑で警察から召喚を受けた。同年8月28日、上記の口論の相手であるシャノン・プライスと結婚。結婚するまで女性と肉体関係を持ったことがなかったと告白している。なお、プライスは身長142センチのコールマンよりも30センチ近く背が高かった。
2008年9月6日、ユタ州ペイソンのボウリング場で24歳の男性から勝手に写真を撮られたため争いになり、この男性を車で轢いて軽傷を負わせた。同年12月2日、コールマンは治安紊乱の容疑について自らの非を認め100ドルの罰金を科された。これとは別に無謀運転の容疑でも起訴されたが、これについてはコールマンが1年間問題を起こさなければ取り下げとなる。しかし、被害者からは民事訴訟を起こされている。
2009年7月、ユタ州サンタキンの自宅でプライスと夫婦喧嘩を起こし警察沙汰になる。プライスは家庭内暴力の容疑で逮捕されたが、後にコールマンもプライスと共に治安紊乱容疑で召喚を受けている。
プライスとの離婚訴訟が進行する中、2010年1月には体調悪化によりロサンゼルスの病院に緊急入院した。
2010年1月24日、自宅で暴れていると通報され、駆けつけた警察官に以前に請求されていた逮捕状に基づいて身柄を拘束され、拘置所で一夜を過ごす。コールマンは以前に軽犯罪での疑いで召喚を受けたが、拒否していたと報道されている。同年5月26日、自宅で転倒して頭部を負傷してユタ・バレー・リージョナル・メディカル・センターに入院し、翌5月27日の時点では意識があったものの、その後容態が悪化し、翌5月28日に脳内出血のため死亡した。42歳没。
2010年6月10日、PS3ゲーム『Mr.PAIN』の3D対応と共にプレイヤーキャラクターとして登場。